# 生駒ビルヂング
生駒ビルヂング（いこまビルヂング）は大阪府大阪市中央区にある歴史的建造物。

## 概要
生駒時計店のビルとして1930年に竣工した。大阪建築界の重鎮・宗兵蔵の事務所による設計で、スクラッチタイル張りのアール・デコスタイル。東面の時計台の下の出窓と丸窓は振り子を模したもの。
大阪市都市景観資源に選定された。生きた建築ミュージアム・大阪セレクションにも選定されている。

## 交通アクセス
- 地下鉄堺筋線北浜駅6番出口より西に徒歩3分。
- 京阪本線北浜駅より南に徒歩6分。

## 周辺情報
- 大阪証券取引所